# Восточне (Алтайський район)
Восто́чне (каз. Шығыс) — село у складі Алтайського району Східноказахстанської області Казахстану. Входить до складу Чапаєвського сільського округу.
Населення — 112 осіб (2021; 172 у 2009, 312 у 1999, 225 у 1989).
Національний склад станом на 1989 рік:
- росіяни — 72 %
- казахи — 26 %